# Glimpses from the Story of Mr. Bogd
Glimpses from the Story of Mr. Bogd is een ep van het Zweedse Ritual.

## Inleiding
Ritual maakte enigszins furore binnen de progressieve rock tussen 1995 en 2007. Na hun goed ontvangen album The Hemulic Voluntary Band werd het ineens stil. Dit was te wijten aan leadman Patrik Lundström, die zijn horizon wilde verbreden (zong in musicals en was kandidaat voor het Eurovisiesongfestival), maar in 2020 de draad met zijn band weer oppakte. Laat dat jaar kwam er nieuw werk van Ritual dat werd opgenomen voor Tempus Fugit en gedistribueerd door het grotere platenlabel SPV.
Glimpses bevat progressieve rock gelardeerd met folk met veel maatverschuivingen. Zowel IO Pages als Progwereld waren blij met dit korte album, dat in 2020 gezien en aangekondigd werd als introductie van een compleet studioalbum.

## Musici
- Patrick Lundström – zang, gitaar
- Fredrik Lindqvist – basgitaar, zang
- Johan Nordgen – drumstel, zang
- Jon Gamble – toetsinstrumenten

## Muziek
| Nr. | Titel                                                     | Duur |
| --- | --------------------------------------------------------- | ---- |
| 1.  | Chichikov Bogd (uit The Story of Mr. Bogd 1)              | 4:21 |
| 2.  | Mr. Tilly and his gang (uit The Story of Mr. Bogd 1)      | 3:12 |
| 3.  | The three heads of the well (uit The Story of Mr. Bogd 1) | 3:55 |
| 4.  | The mice (uit The Story of Mr. Bogd 2)                    |      |

## Nasleep
Alhoewel bij de uitgave van de ep (een soort teaser) direct melding werd gemaakt van het complete album, werd dat toch weer op de lange baan geschoven. Pas in 2024 kwam de melding op de site van de band dat de ep een resumé was van anderhalf uur muziek. De complete uitvoering zou onderverdeeld worden over twee cd’s, waarvan het eerste in augustus 2024 zou moeten verschijnen (gegevens juni 2024).